# Johannes Herrlich
Johannes Herrlich (* 1963 in Bielefeld) ist ein deutscher Posaunist des Modern Jazz und Orchesterleiter.

## Leben und Wirken
Herrlich, der ab dem zehnten Lebensjahr im kirchlichen Posaunenchor spielte und erst später vom Euphonium zur Posaune wechselte, kam durch seinen Bruder zum Jazz. Beeinflusst von Albert Mangelsdorff und J. J. Johnson studierte er an den Musikhochschule in Graz (bei Erich Kleinschuster) und Amsterdam (bei Bart van Lier). Seit 1992 lebt er in München, wo er bei Dusko Goykovich, Al Porcino, der Conexion Latina und im Munich Jazz Orchestra spielte. Er nahm außerdem mit Roman Schwaller, dem Sunday Night Orchestra sowie der Jazz Big Band Graz auf. Er leitete das international besetzte, dem Hardbop verpflichtete Jazzquintett Collage und (von 1999 bis 2006) die mit vier Posaunen besetzte Gruppe Trombone Fire, mit der er zwei Alben vorlegte. Außerdem spielte er bei Gansch&Roses und trat auch mit der Bobby Burgess Big Band Explosion auf. Auch wirkte er bei verschiedenen Rundfunk- und TV-Produktionen mit. Weiterhin konzertierte er mit Musikern wie Charlie Mariano, Herb Geller, Kenny Wheeler, Bert Joris, Conte Candoli, Joe Haider, Ingrid Jensen und Tim Hagans.
Seit 1995 ist er Dozent beim Jugendjazzorchester Bayern. Zwischen 2000 und 2007 leitete er die Big Band an der Universität Ulm. Seit 2007 ist er Dozent am Konservatorium Wien Privatuniversität und lehrt zudem seit 2008 auch an der Hochschule für Musik und Theater München.
2012 initiierte er in Wien eine neue Formation – Woody Shaw Project – in der er gemeinsam mit Dieter Nösig tp, Oliver Kent p, Joe Abentung b und Mario Gonzi dm bei einigen Konzerten im Wiener Jazzland an diesen bedeutenden, unter tragischen Umständen früh verstorbenen Trompeter und Komponisten erinnerte.

## Diskographische Hinweise
- Big Brown Eyes
- Trombonefire Sliding Affairs (mit Hermann Breuer, Adrian Mears, Eberhard Budziat, Walter Lang, Thomas Stabenow, Matthias Gmelin)
- Thinking of You (mit Jason Seizer, Walter Lang, Karoline Höfler, Rick Hollander, 1996)
- Rosebud Plays the Music of Newport (mit Beate Sampson, Till Martin, Geoff Goodman, 2009)